# Жигулин, Константин Николаевич
Константи́н Никола́евич Жигу́лин — российский музыкант, композитор и исполнитель в направлениях акустика и духовная музыка. Владеет игрой на гитаре, флейтах, фортепиано, пианоле, различной перкуссии и других музыкальных инструментах. Основал музыкальные коллективы «Сестра», «Medicina mentis», «Псалом». Ведёт сольную деятельность — музыкальный проект «Жигулин и Ко». Автор музыкальных произведений для хора, оркестра и камерных составов. Автор множества песен на русском и английском языках.

## Биография
Женат, имеет трёх детей. 
- 1980-е гг. — Окончил музыкальную школу по классу фортепиано, затем три года учился в Барнаульском музыкальном училище по классу флейты.
- 1988 — Принимает участие в создании группы «Сестра» в сотрудничестве с Максимом Омельченко, Дмитрием Карповым, Вадимом Ковалевым и Виталием Коваленко.
- 1989 — Дебютное выступление в составе группы «Сестра» на фестивале «Рок-периферия» (Славгород).
- 1991 — Запись альбома «Баллады при свечах» в составе группы «Сестра».
- 1998 — Выходит дебютный сольный альбом «Карусель».
- 1999 — Выходит первый альбом Константина в жанре духовной музыки — «Страсти по Иову».
- Конец 1990-х гг — образован Ансамбль Духовной Музыки Константина Жигулина «Medicina mentis».
- 2000 — проект «Се’странник» с музыкантами Андреем Зайцем (гитара), Андреем Скляровым (бас), Алексеем Поповым (перкуссия)[1].
- В 2005 году Константин переезжает в Санкт-Петербург, где обновляет свои творческие коллективы. Начинаются выступления нового проекта под названием «Жигулин и Ко». Образован ансамбль духовной музыки «Псалом».
- В 2006 году К. Жигулин стал обладателем гран-при фестиваля авторской музыки в Санкт-Петербурге организованного группой «Зимовье зверей» и записывает альбом «Быль и Небыль».
- 2006 — Ансамбль Духовной Музыки «Псалом» даёт первые концерты в США (Оклахома, Техас, Теннесси и Алабама). С этого времени начинаются постоянные выступления в Америке.
- 2009 — Альбом «День».
- 2012 — Альбом «Пастушьи песни».
- 2014 — Съемки клипа на песню «Вполголоса» (из альбома «Пастушьи песни»).
- 2015 — «Жигулин и Ко» принимают участие в литературном фестивале «Прима Виста-2015» (г. Тарту, Эстония). Начата работа над записью нового альбома Жигулин и Ко. Состоялся первый Европейский тур Ансамбля Духовной Музыки «Псалом», в рамках которого прошли выступления в Германии (Кёльн, Ротенбург-об-дер-Таубер) и Голландии (Эйндховен).
- 2016 — Альбом «Жить» записан в сотрудничестве с Luca Genta, музыкантом из Голландии.
- 2017 — Ансамбль «Псалом» участвует в международном фестивале хоровой музыки «Mundus Cantat» (г. Сопот, Польша), где становится обладателем серебряного диплома.
- 2018 — Издан сборник стихов и аудиокнига «Ветрам безутешным» (стихи для прочтения вслух).
- 2018 — Опубликован проект «Псалмы, славословия и песнопения духовные» которым представлены песнопения написанные на Библейские тексты. Проект опубликован на сайте «Псалом» и на Youtube канале  ансамбля.
- 2020 — В дуэте с Иваном Мельником (виолончель) записан мини-фильм "Вслушиваясь в молчание". Проект представлен на канале Youtube.
- 2020 —  Альбом «Тать» размещен на официальном сайте Жигулин и Ко.
- 2023 —  Альбом «Моно» – песни из старых альбомов в новом звучании. На интернет площадках размещены 2/3 альбома (8 песен). Полное издание 3/3 (12 песен) выпущено ограниченным тиражом на флэш-картах. Эксклюзивное издание дополнено буклетом с текстами всех песен. В альбом вошли песни из альбомов «Карусель», «Быль и Небыль», «Ветрам безутешным», «Се`странник» и «Апрель». Альбом размещен на официальном сайте Жигулин и Ко и Youtube канале Жигулин и Ко.
- 2024 —  Альбом «Ключи забытых дверей» размещен на официальном сайте Жигулин и Ко. В альбом вошли пять песен написанных в 2022-2023 гг.

## Дискография К.Жигулина
Группа «Сестра»:
- 1991 — Баллады при свечах
- 1993 — Молодое вино
- 1993 — Вне времени
- 1997 — Ожидание
- 1998 — Dissapear in the Rain
- 2004 — Небыль

Сольные альбомы:
- 1998 — Карусель
- 1998 — Хельга
- 1999 — Songs Of Sorrow
- 2002 — Ветрам безутешным
- 2002 — Слепок с Солнца
- 2002 — Се`странник
- 2002 — Апрель
- 2003 — Фанфары грядущему
- 2006 — Быль и Небыль
- 2009 — День
- 2012 — Пастушьи Песни
- 2016 — Жить
- 2020 — Вслушиваясь в молчание
- 2020 — Тать
- 2023 — Моно
- 2024 — Ключи забытых дверей

Все альбомы размещены на Сайте музыкального проекта Жигулин и Ко
Духовная музыка:
- 1996—1999, 2001 — О Тебе хвала моя
- 1999, 2001 — Да будет радость
- 1999 — Страсти по Иову
- 2006 — Псалмы
- 2006 — My God and King
- 2007 — Peace to You
- 2008 — Псалом
- 2009 — Let Your Glory be over the earth
- 2010 — Ascribe to the Lord
- 2013 — Тетраморф
- 2019 — Псалмы, Славословия и Песнопения духовные

Альбомы духовной музыки размещены на сайте ансамбля духовной музыки «Псалом».